# Râul Hollands Diep
Râul Hollands Diep este o arie protejată (arie specială de conservare — SAC, sit de importanță comunitară — SCI) din Țările de Jos întinsă pe o suprafață de 591 ha, integral pe uscat.

## Localizare
Centrul sitului Râul Hollands Diep este situat la coordonatele 51°42′36″N 4°33′06″E / 51.71°N 4.5516°E.

## Înființare
Situl Râul Hollands Diep a fost declarat sit de importanță comunitară în august 2002 pentru a proteja 10 specii de animale. Situl a fost protejat și ca arie specială de conservare în septembrie 2013.

## Biodiversitate
Situată în ecoregiunea atlantică, aria protejată conține 3 habitate naturale: Râuri cu maluri nămoloase cu vegetație de Chenopodion rubri p.p. și Bidention p.p., Liziere de ierburi înalte hidrofile de câmpie și de nivel montan până la alpin, Păduri aluvionare cu Alnus glutinosa și Fraxinus excelsior (Alno-Padion, Alnion incanae, Salicion albae).
La baza desemnării sitului se află mai multe specii protejate:
- mamifere (2): castor (Castor fiber), Microtus oeconomus arenicola
- pești (8): Alosa alosa, Alosa fallax, zvârluga (Cobitis taenia), Lampetra fluviatilis, țipar (Misgurnus fossilis), Petromyzon marinus, boarță (Rhodeus amarus), somonul (Salmo salar)